# Distrito de Amravati
Amravati (en maratí; अमरावती जिल्हा ) es un distrito de India, parte de la división de Amravati en el estado de Maharastra . 
Comprende una superficie de 12 235 km².
El centro administrativo es la ciudad de Amravati.

## Demografía
Según censo 2011 contaba con una población total de 2 887 826 habitantes.